# مقاطعة روبانديهي
روبانديهي هي مقاطعة من مقاطعات النيبال. يبلغ عدد سكانها 880,196 نسمة وذلك حسب إحصائيات سنة 2011.